# Longuenée-en-Anjou
Longuenée-en-Anjou község Franciaország Loire mente régiójában, Maine-et-Loire megyében. Új községként 2016. január 1-jén jött létre La Membrolle-sur-Longuenée, La Meignanne, Le Plessis-Macé és Pruillé község egyesítésével. A korábbi községek egyesülésekor az új község lélekszáma 6296 fő lett. Lakosainak száma 6453 fő (2022. január 1.).

## Népesség
| Lakosok száma | 6331 | 6312 | 6306 | 6334 | 6334 | 6453 |
|               | 2017 | 2018 | 2019 | 2020 | 2021 | 2022 |